# Strejeşti
Strejeşti é uma comuna romena localizada no distrito de Olt, na região de Oltênia. A comuna possui uma área de 47.07 km² e sua população era de 3436 habitantes segundo o censo de 2007.